# Xã Walnut Grove, Quận Greene, Missouri
Xã Walnut Grove (tiếng Anh: Walnut Grove Township) là một xã thuộc quận Greene, tiểu bang Missouri, Hoa Kỳ. Năm 2010, dân số của xã này là 1.452 người.